# Torzym
Torzym [ˈtɔʒɨm] (deutsch Sternberg in der Neumark/Sternberg (Nm.))  ist eine  Stadt im Powiat Sulęciński der Woiwodschaft Lebus in Polen. Sie hat etwa 2500 Einwohner und ist Sitz der gleichnamigen Stadt-und-Land-Gemeinde mit etwas mehr als 6800 Einwohnern.

## Geographische Lage

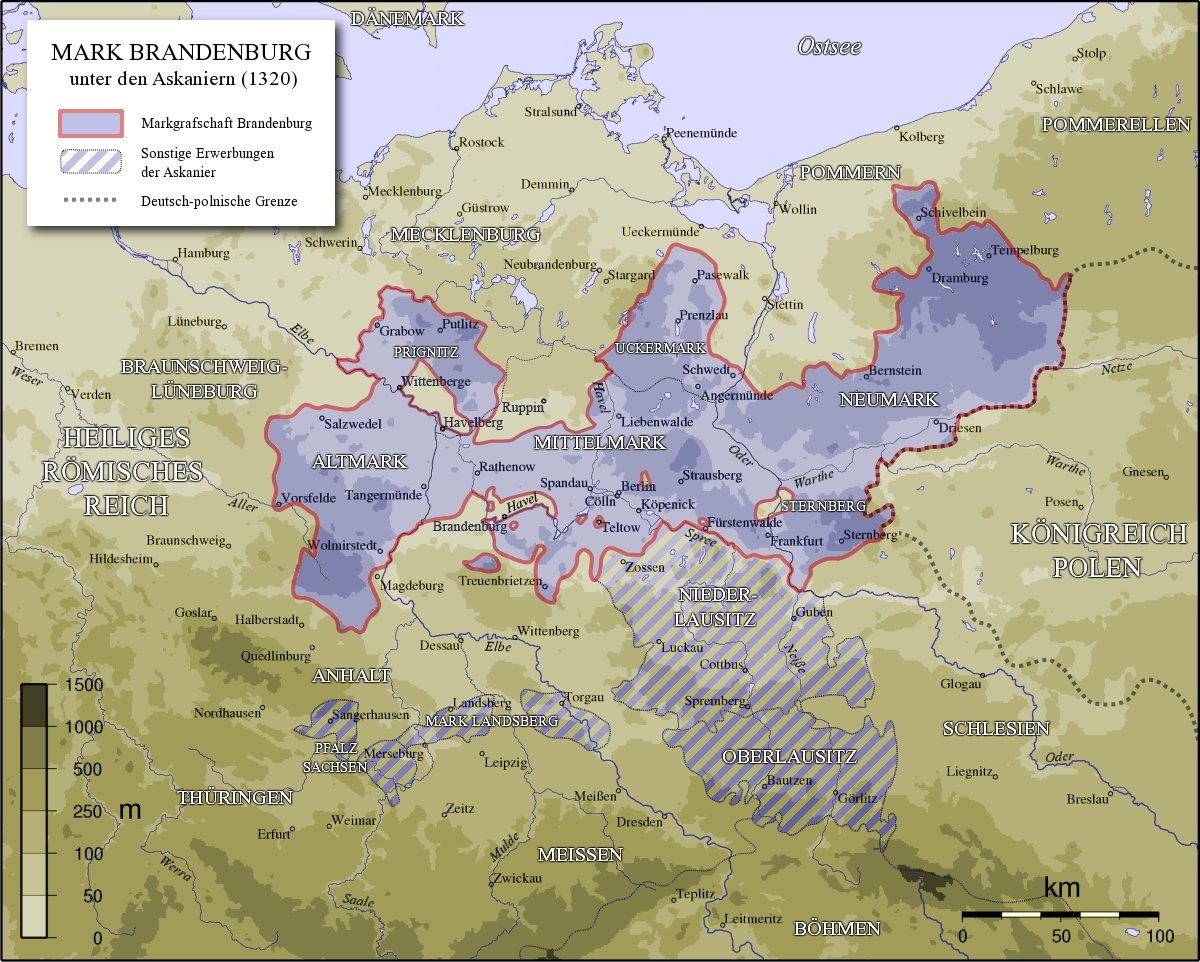
Die Mark Brandenburg im Spätmittelalter mit dem Gebiet und der Stadt Sternberg südlich der Neumark, östlich der Oder und südlich der Warthe

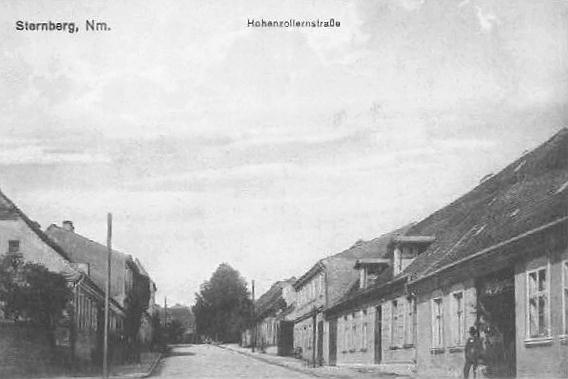
Sternberg um 1900

Die Stadt liegt in der Neumark, 36 Kilometer östlich von Frankfurt (Oder) am Jezioro Torzymskie (Eilangsee) und der ihn durchfließenden Ilanka (Eilang) auf 91 Metern Höhe.

## Geschichte

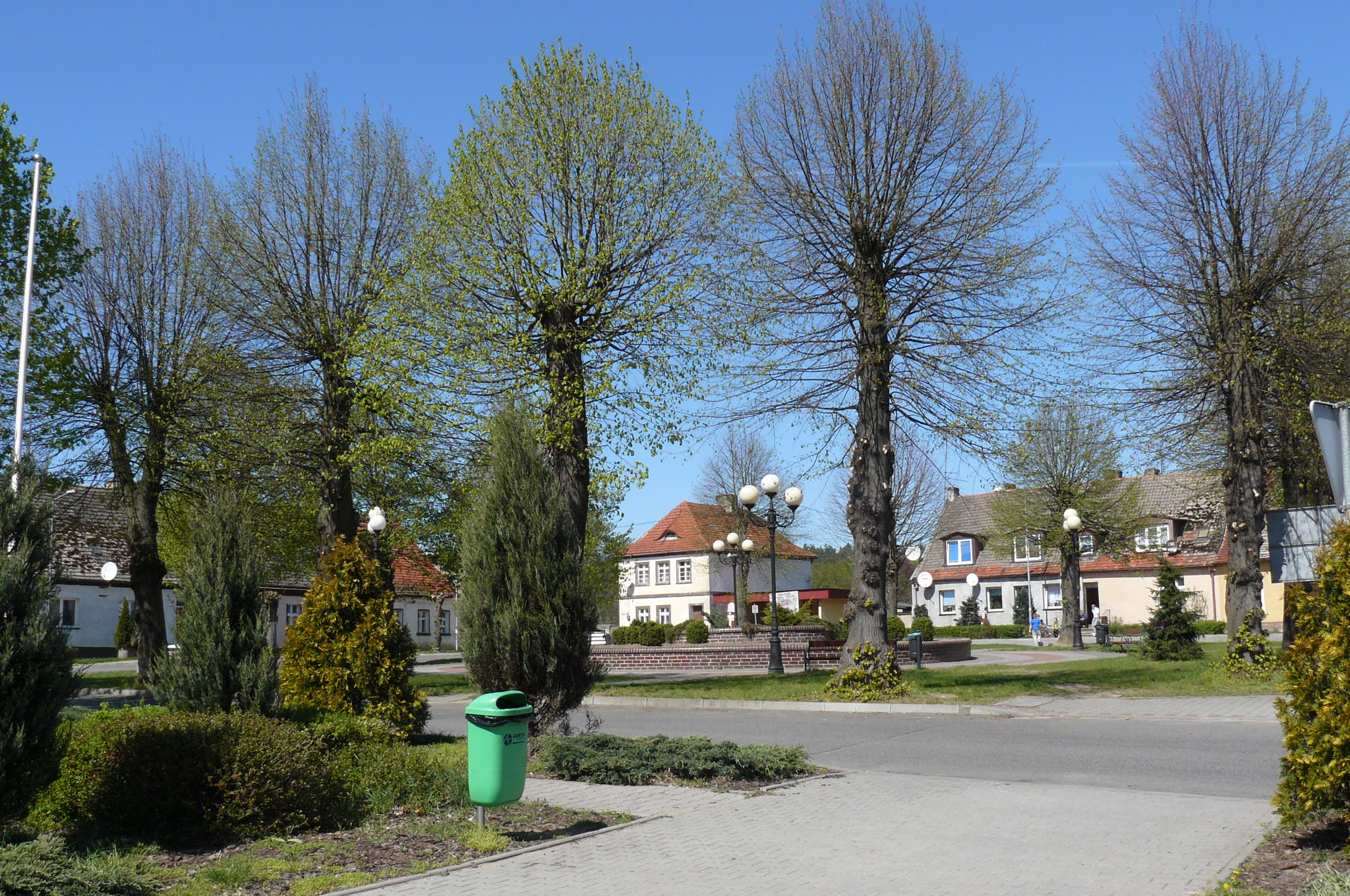
Zentraler Platz in Torzym

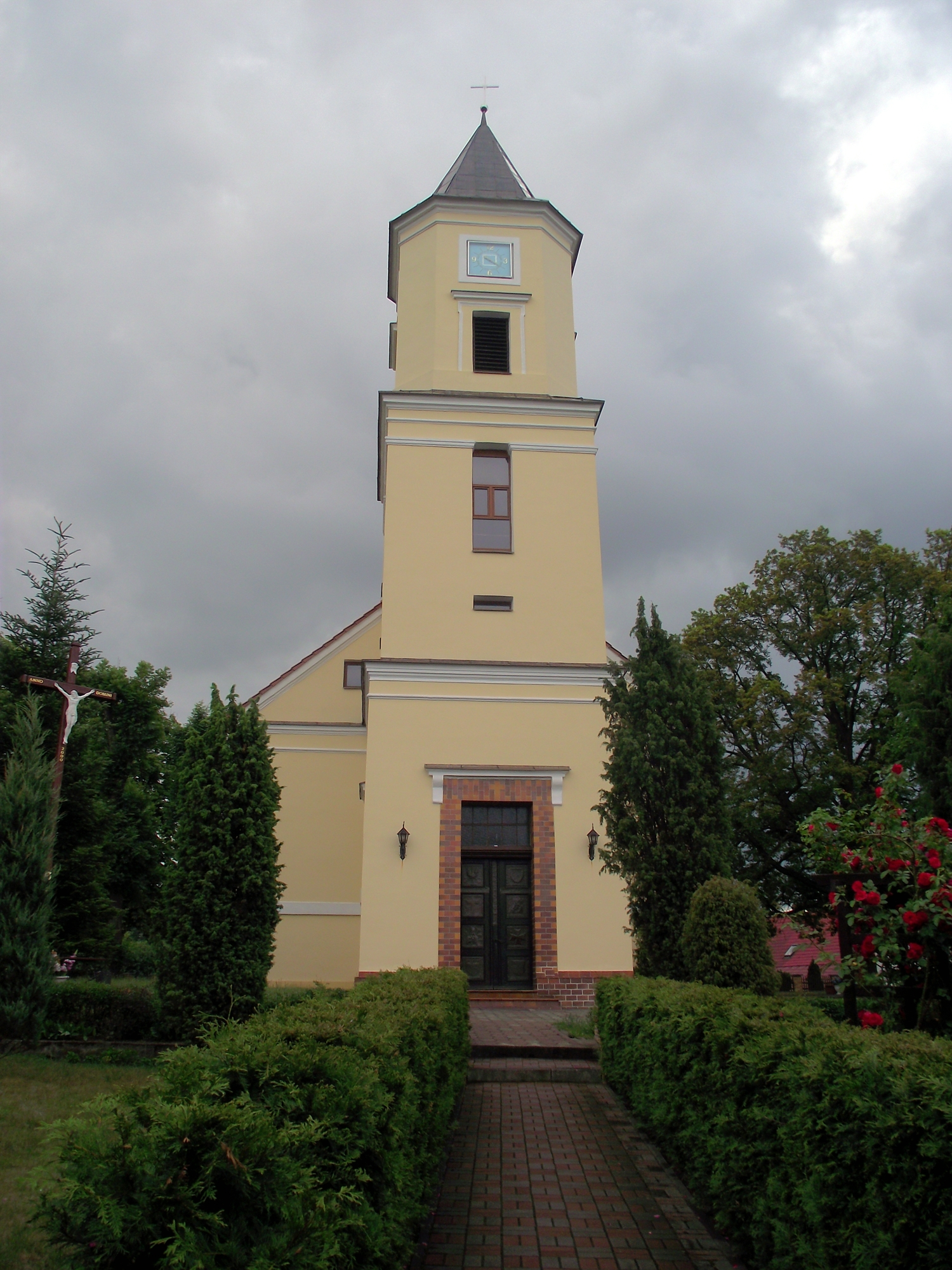
Kreuzerhöhungskirche

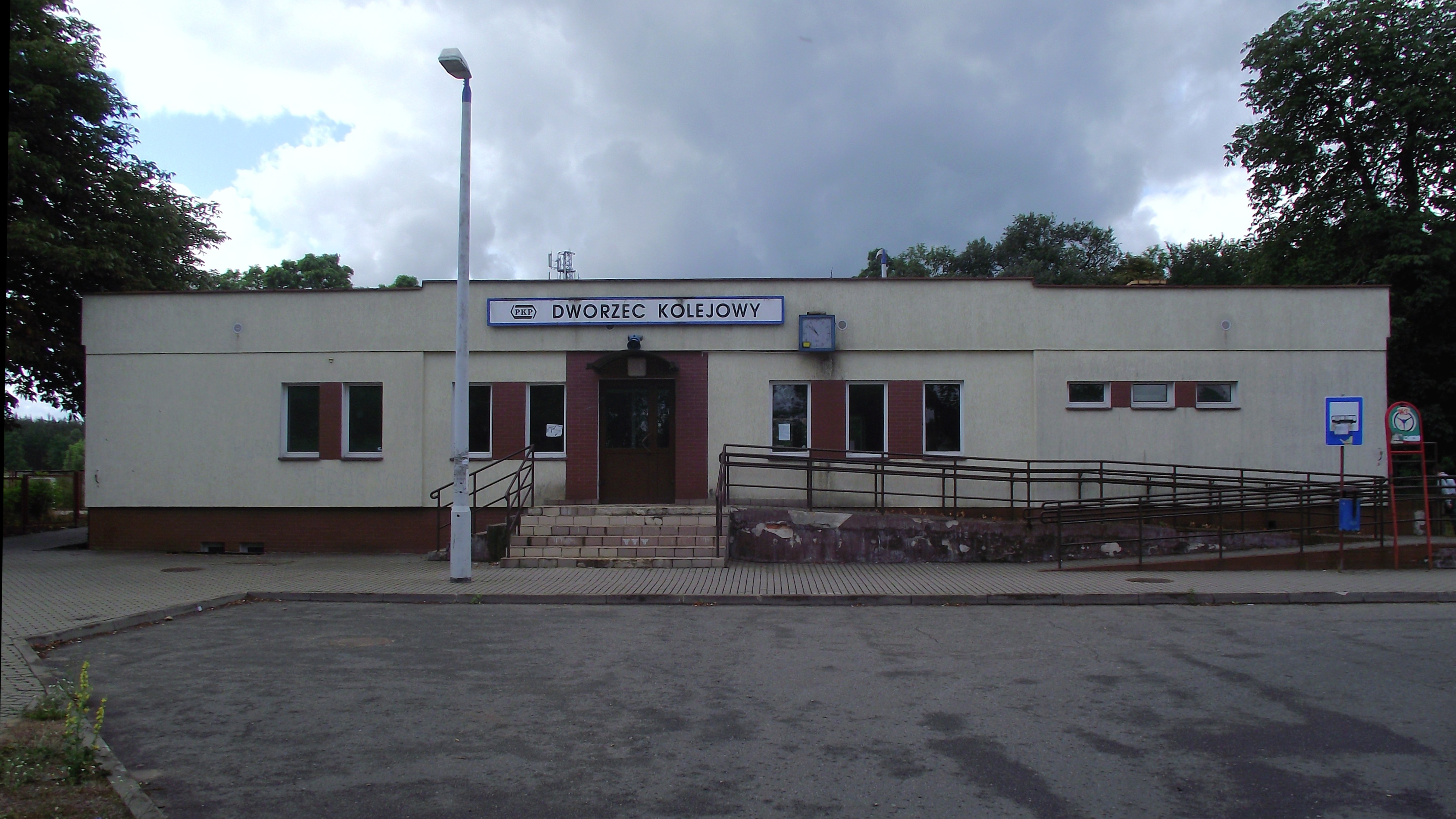
Bahnhof Torzym

Bei der Besiedlung des Lebuser Landes durch das Erzbistum Magdeburg in der Mitte des 13. Jahrhunderts entstand an der Kreuzung der Straßen von Crossen nach Zantoch und von Lebus über Frankfurt nach Polen eine Burg, deren Namensgeber der damalige Erzbischof von Magdeburg, Konrad II. von Sternberg gewesen sein wird. Im Jahre 1287 wurde die Gegend an die Markgrafen von Brandenburg verpfändet. Die erste schriftliche Erwähnung Sternbergs stammt jedoch erst von 1300. Seit 1313 wurde der Name der Burg auf das ganze Brandenburger Land östlich der Oder übernommen. Schon im 15. Jahrhundert gibt es keine Nachrichten mehr über die Burg Sternberg. Ihre Lage ist nicht eindeutig feststellbar; wahrscheinlich lag sie an der Eilang, etwa drei Kilometer nordwestlich der Stadt, wo der Flurname Altes Haus an eine frühere Bebauung erinnert.
Im Jahre 1375 erhielt die am Ufer des Eilangsees entstandene Siedlung Sternberg Stadtrecht. Die Markgrafen belehnten im Jahre 1450 die Herren von Winning mit Sternberg, in deren Besitz die Stadt bis 1724 verblieb. Im Ort bestanden mehrere Rittergüter, zu denen fünf Vorwerke und drei Mühlen an der Eilang gehörten. Da sich der Boden für Ackerbau nicht besonders eignete, spielte in Sternberg die Viehzucht eine größere Rolle. Insbesondere war es aber der Viehhandel, der die Stadt bekannt machte, in Sternberg wurden jährlich drei Viehmärkte abgehalten. Die günstige Verkehrslage an der Verbindungsstraße von Frankfurt nach Posen ließ in der Stadt eine Brauerei und eine Schnapsbrennerei entstehen.
Bereits im Jahre 1800 besaß Sternberg keinerlei Stadtbefestigungsanlagen mehr und war nur umzäunt. 1834 entstand ein Kirchenneubau im Stile von Schinkel. Mit der Einweihung der Eisenbahnverbindung zwischen Frankfurt und Posen erhielt Sternberg 1869 einen Bahnanschluss.
Von 1818 bis 1873 gehörte die Stadt dem Kreis Sternberg an, war aber zu keiner Zeit Kreissitz. Seit der Teilung des Kreises 1873 war Sternberg dem bis 1945 bestehenden Landkreis Oststernberg zugeordnet.
Nach dem Ersten Weltkrieg entwickelte sich Sternberg zu einem Naherholungszentrum.
Gegen Ende des Zweiten Weltkriegs wurde die Stadt bei der Eroberung durch die Rote Armee zu 85 % zerstört und im März/April 1945 der Verwaltung der Volksrepublik Polen unterstellt. Im Juli 1945 begann die Vertreibung der einheimischen Bevölkerung und die Besiedlung mit Polen. Sternberg wurde in Torzym umbenannt; im gleichen Jahr wurden die Stadtrechte entzogen.
Seit 1994 ist  die Ortschaft wieder eine Stadt. Neben der Land- und Forstwirtschaft spielt hier die Naherholung wieder eine große Rolle. In der Stadt sind ein Industriebetrieb der Elektrotechnik und ein Baustoffwerk ansässig. Weiterhin gibt es eine Klinik zur Heilung von Tbc-Erkrankungen.

### Jährliche Einwohnerzahlen
| Jahr | Einwohnerzahl | Anmerkungen |
| ---- | ------------- | ----------- |
| 1801 | 754           |             |
| 1885 | 1568          |             |
| 1900 | 1636          |             |
| 1925 | 2112          |             |
| 1933 | 1935          | [ 1 ]       |
| 1939 | 2155          | [ 1 ]       |

## Bauwerke
- Die bis 1945 evangelische und nunmehr katholische Kirche der Erhöhung des Heiligen Kreuzes in Torzym wurde in den Jahren 1831–1834 im spätklassizistischen Stil an der Stelle des 1824 abgebrannten Vorgängerbaus errichtet. Architekt der Kirche war Karl Friedrich Schinkel. Am Ende des Zweiten Weltkriegs wurde die Kirche niedergebrannt, nur die Mauern des Gebäudes sind erhalten geblieben. Sie wurde von 1958 bis 1960 wieder aufgebaut.

## Verkehr
Der Bahnhof Torzym liegt an der Bahnstrecke Frankfurt (Oder)–Poznań.

## Gemeinde Sternberg
Die folgende Orte gehörten bis 1945 zur Gemeinde: Antonienhof (Łaszewo), Blankenburg (Zagórzyn), Fuchsvorwerk, Mittelmühle (Średni Młyn),	
Neidenburg (Nidno), Paulinenhof (Maniec), Schöneberg (Malinin), Seggekavel (Gosarzewo), Silberberg (Swieciechow), Springwald (Golesznica), Vordermühle (Górny Młyn), Wasserhof (Groblica) und Zillmannshof (Śniegoszewo).

### Wildenhagen
Im früheren Ort Wildenhagen (heute Lubin) kam es am 31. Januar 1945 angesichts der vorrückenden Roten Armee zu einem Massenselbstmord, mehr als ein Viertel der etwa 300 Bewohner des Ortes ging in den Tod. Das Ereignis wird als Die Nacht von Wildenhagen bezeichnet.

## Personen
- Margot Feist-Altenkirch (1923–2011), DFD- und SED-Funktionärin in der DDR.

## Gemeinde Torzym
Die Stadt-und-Land-Gemeinde (gmina miejsko-wiejska) Torzym umfasst ein Gebiet von 375 km², zu ihr gehören die Stadt selbst und 21 Dörfer und Orte mit Schulzenämtern.